# Buenos Aires Chico
Pour les articles homonymes, voir Buenos Aires (homonymie).
Buenos Aires Chico est une localité rurale argentine située dans le département de Cushamen, dans la province de Chubut.

## Démographie
La localité compte 253 habitants (Indec, 2010), ce qui représente une diminution de 2 % par rapport au précédent recensement de 2001 qui comptait 259 habitants.